# Puntius amphibius
Puntius amphibius är en fiskart som först beskrevs av Achille Valenciennes 1842.  Puntius amphibius ingår i släktet Puntius och familjen karpfiskar. IUCN kategoriserar arten globalt som otillräckligt studerad. Inga underarter finns listade i Catalogue of Life.